# Wickersheim-Wilshausen

Wickersheim-Wilshausen este o comună în departamentul Bas-Rhin, Franța. În 1 ianuarie 2022 avea o populație de 394 de locuitori.